# Hilaire (pape)
Pour les articles homonymes, voir Hilaire et Saint-Hilaire.
Hilaire, né en Sardaigne, est évêque de Rome (46e) du 19 novembre 461 au 29 février 468. Son pontificat dure au total six ans, trois mois et dix jours. Hilaire est fêté le 28 février, le 29 février les années bissextiles.
En 449, Hilaire est légat du pape Léon Ier au deuxième concile d'Éphèse. Son opposition à la condamnation de Flavien de Constantinople lui vaut l'inimitié du patriarche copte orthodoxe Dioscore Ier d'Alexandrie, qui tente de l'empêcher de quitter la ville. Il érige plus tard un oratoire au Latran en l'honneur de Jean l'Évangéliste, à qui il attribue son retour sain et sauf à Rome.
Une grande partie de son pontificat est consacrée au maintien de la discipline ecclésiastique conformément au droit canonique et au règlement des conflits de juridiction entre les évêques des Gaules et de l'Hispanie.

## Biographie

### Début de carrière
Hilaire naît en Sardaigne vers 415. Il combat vigoureusement pour les droits du Siège romain en tant qu'archidiacre sous le pape Léon Ier.
En 449, Hilaire et Jules, évêque de Pouzzoles, sont légats papaux au deuxième concile d'Éphèse. Hilaire s'y bat vigoureusement pour les droits du siège romain et s'oppose à la condamnation du patriarche Flavien de Constantinople. Le pape Léon envoie une lettre aux légats pour qu'elle soit lue au concile. Cependant, le notaire en chef déclare que la lettre de l'empereur doit être lue en premier et, au fur et à mesure que le concile avance, la lettre de Léon finit par ne pas être lue du tout. Hilaire s'oppose vigoureusement à la condamnation de Flavien de Constantinople, en prononçant le seul mot latin, « Contradicitur », annulant la condamnation au nom de Léon.
Pour cela, il encourt le mécontentement du patriarche d'Alexandrie Dioscore Ier, qui préside le concile. Flavien meurt peu de temps après, le 11 août 449, des suites de blessures subies lors d'une agression physique par les partisans de Dioscore. Hilaire lui-même est l'objet de la violence de Dioscore Ier d'Alexandrie et y réchappe de justesse. Dans une de ses lettres à l'impératrice Pulchérie, trouvée dans un recueil de lettres de Léon Ier, il s'excuse de ne pas lui avoir remis la lettre du pape après le concile ; à cause de Dioscore Ier d'Alexandrie, qui tente de l'empêcher de se rendre à Rome ou à Constantinople, il a beaucoup de peine à s'enfuir pour porter au pontife la nouvelle du résultat du concile. Flavien de Constantinople et Eusèbe de Dorylée font appel au pape ; leurs lettres sont probablement emportées par Hilaire à Rome.

### Pontificat

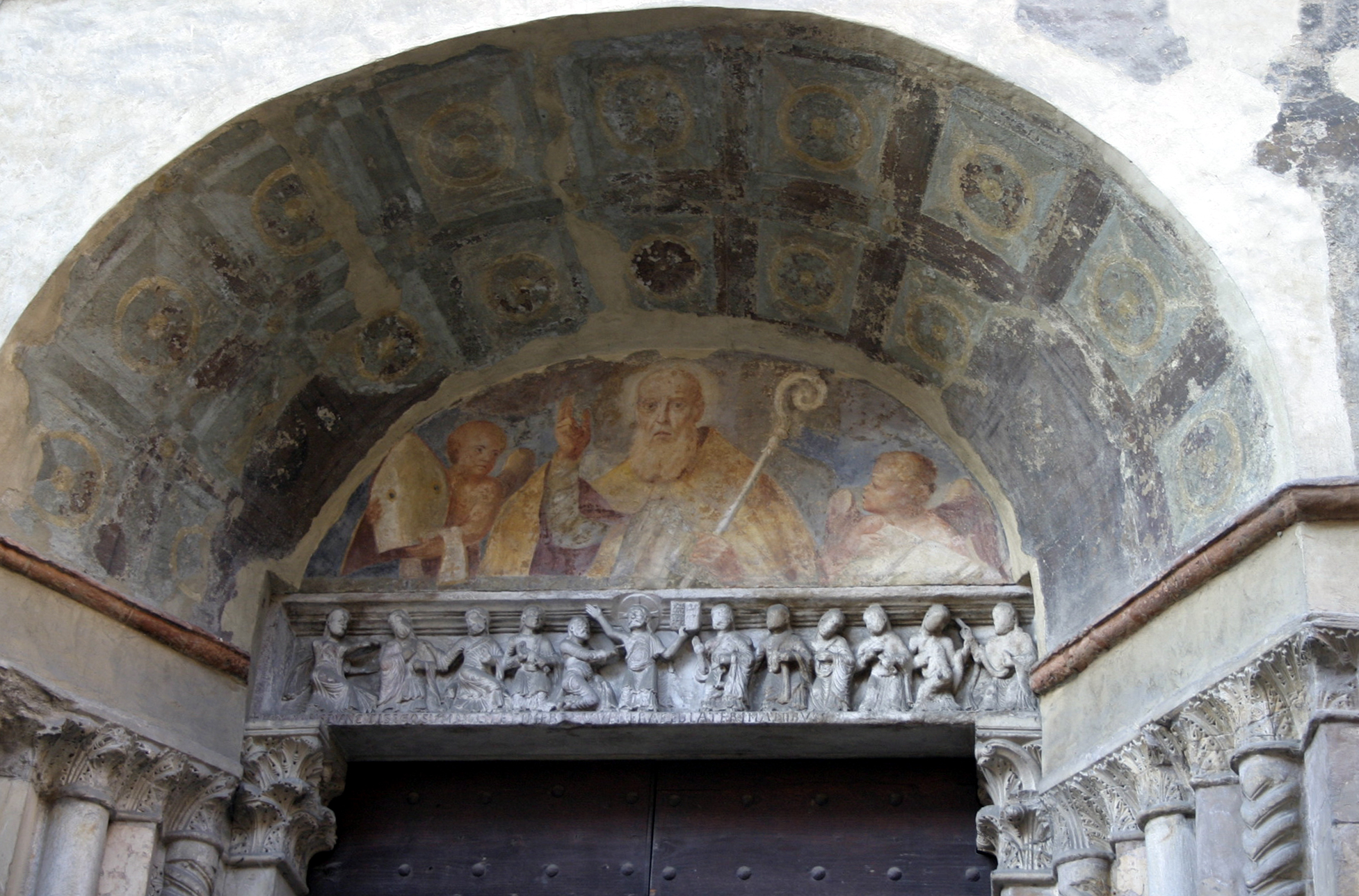
Lunette du portail de l'ancienne église Saint Hilarius, à Plaisance (Italie), montrant une fresque de Saint Hilaire, et un relief de style roman montrant le Christ et les apôtres.

Selon le Liber Pontificalis, après la mort du pape Léon Ier, un archidiacre appelé Hilaire, sarde de naissance, est choisi pour la succession. Selon toute vraisemblance, il est consacré le 19 novembre 461.
En tant que pape, Hilaire poursuit la politique de son prédécesseur Léon Ier, qui, dans sa lutte avec Hilaire d'Arles, a obtenu de l'empereur romain Valentinien III un rescrit fameux en 444 (appelé Roman 17) confirmant la suprématie de l'évêque de Rome. Hilaire continue à renforcer le gouvernement ecclésiastique en Gaule et en Hispanie. Le Liber Pontificalis rapporte une encyclique qu'Hilaire envoie en Orient pour confirmer, en défendant l'orthodoxie chrétienne, les conciles œcuméniques de Nicée, d'Éphèse et de Chalcédoine, ainsi que la lettre dogmatique de Léon Ier à Flavien, mais les sources connues ne fournissent aucune autre information. Il poursuit ainsi la condamnation des hérésies telles que le monophysisme, en réaffirmant la double nature humaine et divine du Christ, et l'arianisme.
Il lutte à Rome contre l'influence de l'arianisme, de plus en plus important en Occident, favorisé par les barbares, qui ont établi à Rome même un édifice de culte arien avec un évêque ; il s'oppose à l'empereur romain Anthémius qui soutient certains groupes hérétiques dans la ville : il s'emploie avec zèle pour contrer l'édit de 467 de tolérance pour les sectes schismatiques du nouvel empereur, qui est inspiré, selon une lettre du pape Gélase Ier, par un favori de celui-ci nommé Philothée, qui épouse le macédonianisme. Lors d'une des visites de l'empereur romain à la basilique Saint-Pierre, le pape lui demande ouvertement des comptes pour la conduite de son favori, l'exhortant près de la tombe de saint Pierre à promettre qu'il n'autorisera aucune assemblée schismatique à Rome,.

#### Conflits ecclésiastiques

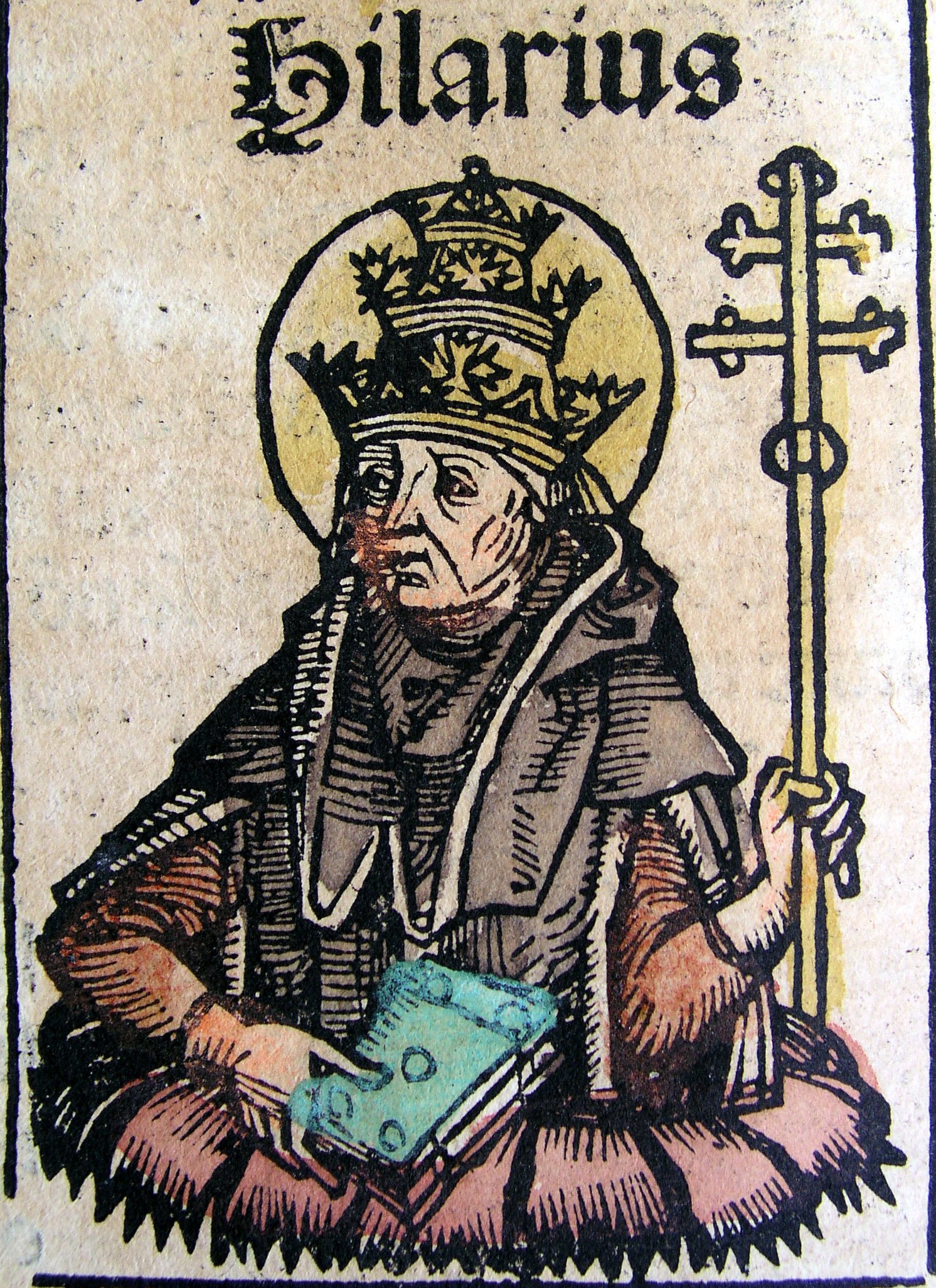
Portrait d'Hilaire dans La Chronique de Nuremberg d'Hartmann Schedel (1440–1514).

Hermès, ancien archidiacre de Narbonne, a acquis illégalement l'évêché de cette ville. Deux prélats gallicans sont envoyés à Rome pour exposer au pape cette question et d'autres concernant l'Église en Gaule. Un synode se tient à Rome le 19 novembre 462 qui rend un jugement sur ces questions. Hilaire envoie une encyclique informant les évêques provinciaux de Vienne, Lyon, Narbonne et des Alpes-Maritimes qu'Hermès doit rester évêque titulaire de Narbonne, mais que les facultés épiscopales lui sont refusées.
D'autres décisions exprimées dans une encyclique vont dans l'intérêt d'une discipline ecclésiastique accrue. Un synode doit être convoqué chaque année par l'évêque d'Arles, mais toutes les questions importantes doivent être soumises au siège apostolique. Aucun évêque ne peut quitter son diocèse sans une autorisation écrite de son métropolite, avec droit de recours auprès de l'évêque d'Arles. Concernant les paroisses (paroeciae) revendiquées par Léontius d'Arles comme appartenant à sa juridiction, les évêques gallicans pourront trancher, après enquête. Les biens de l'Église ne peuvent être aliénés qu'après qu'un synode ait examiné le but de la vente.
Peu de temps après, le pape se trouve impliqué dans une autre querelle diocésaine. En 463, Mamert de Vienne a consacré un évêque à Die, bien que cette église, par décret de Léon Ier, appartienne au diocèse métropolitain d'Arles. Quand Hilaire en a connaissance, il charge Léontius d'Arles de convoquer un grand synode des évêques de plusieurs provinces pour enquêter sur la question. Le synode a lieu et, sur la base du rapport que lui a remis Mgr Antoine, il publie un édit le 25 février 464 dans lequel Mgr Véranus est chargé d'avertir Mamert que, s'il ne s'abstient pas à l'avenir d'ordinations irrégulières, ses facultés seront retirées ; par conséquent, la consécration de l'évêque de Die serait sanctionnée par Léontius d'Arles. Ainsi les privilèges primatiaux du Siège d'Arles sont maintenus tels que Léon Ier les avait définis. Dans le même temps, les évêques sont exhortés à ne pas outrepasser leurs limites et à se réunir chaque année en un synode présidé par l'évêque d'Arles. Les droits métropolitains du siège d'Embrun sur les diocèses des Alpes-Maritimes sont protégés contre les empiétements d'un certain évêque Auxanius, notamment à l'égard des deux églises de Nice et de Cimiez.
Hilaire prend des décisions envers les églises d'Hispanie, qui ont tendance à opérer en dehors de l'orbite papale au Ve siècle. L'évêque Silvain de Calahorra ayant violé les lois de l'Église par ses ordinations épiscopales, on demande au pape sa décision. Avant qu'une réponse ne parvienne, les mêmes évêques ont recours au Saint-Siège pour une tout autre affaire. Avant sa mort, Nundiaire, évêque de Barcelone, a exprimé le souhait qu'Irénée soit choisi pour son successeur, et a lui-même fait Irénée évêque d'un autre siège. La demande est accordée ; le synode de Tarragone confirme la nomination d'Irénée, après quoi les évêques sollicitent l'approbation du pape. Le synode romain du 19 novembre 465, tenu dans la basilique Sainte-Marie-Majeure, décide qu'Irénée, l'évêque nommé, doit quitter le siège de Barcelone et retourner à son ancien siège, tandis que les évêques espagnols sont invités à cautionner les actes de Silvain. Il s'agit du plus ancien synode romain dont les archives originales ont survécu.

#### Constructions
Hilaire érige plusieurs églises et autres bâtiments à Rome, pour lesquels le Liber Pontificalis, la principale source d'informations sur Hilaire, le loue. Il érige également une chapelle Sainte-Croix dans le baptistère, deux bains publics et des bibliothèques à proximité de la basilique Saint-Laurent-hors-les-Murs. Il fait construire deux oratoires dans le baptistère du Latran, l'un en l'honneur de Jean le Baptiste, l'autre de l'Apôtre Jean, à qui il attribue sa fuite en toute sécurité du concile d'Éphèse, satisfaisant ainsi la question de savoir à quels saints le Latran avait été consacré. Il fait également construire un autre couvent à l'intérieur des murs de la ville et fonde un monastère à Saint-Laurent hors les murs. Il restaure les églises romaines endommagées par le pillage de Genséric.
Le Liber Pontificalis mentionne de nombreux ex-voto faits par Hilaire dans diverses églises.

### Critiques
La magnificence et la munificence adoptées dans son activité de construction produisent plusieurs jugements négatifs à son égard. Ce n'est pas tant la construction ou la restauration des nombreux édifices sacrés, ni les œuvres ornementales créées pour l'embellissement et la décoration de nombreux lieux de culte et propriétés de l'Église, qui suscitent des doutes et des critiques, mais plutôt l'opulence des œuvres et des meubles achetés ou fait fabriquer.
Considéré comme excessif en raison de la profusion d'or et d'autres matériaux précieux partout utilisés, avec l'abondance d'un mécène de la Renaissance, et également inapproprié car, comme l'observe Ferdinand Gregorovius, « tandis que Rome tombait dans la pauvreté et mourait, les églises se couvraient de pierres précieuses et les basiliques regorgeaient de trésors fabuleux, sous les yeux d'un peuple qui s'était saigné à blanc pour tenter d'armer une armée et une flotte contre les Vandales ». Cependant, ce sont des jugements excessivement hâtifs, car à cette époque une source inépuisable de richesse afflue dans l'Église et il est également possible de compter sur une quantité importante de biens immobiliers ; il n'y avait donc pas de réel danger d'abandon du peuple et des problèmes militaires de la part d'Hilaire.

### Mort
Hilaire meurt le 29 février 468, après un pontificat de six ans, trois mois et dix jours, et est enterré dans le monastère qu'il a fondé près de la basilique Saint-Laurent-hors-les-Murs.
Sa fête est célébrée le 28 février.
Certaines reliques du saint sont conservées à l'intérieur de la basilique de la Santissima Vergine Del Carmelo à Mesagne.

## Source
- (en)/(it) Cet article est partiellement ou en totalité issu des articles intitulés en anglais « Pope Hilarius » (voir la liste des auteurs) et en italien « Papa Ilario » (voir la liste des auteurs).